# Cheadle and Gatley
Koordinaten: 53° 23′ N, 2° 13′ W
Cheadle and Gatsley war ein Urban District Englands in der Grafschaft Cheshire, der von 1894 bis 1974 existierte. Das am südlichen Stadtrand von Manchester unweit des Flughafens der Stadt gelegene Gebiet gehört seit 1974 zum Metropolitan Borough of Stockport in Greater Manchester. Heute ist Cheadle and Gatley eine so genannte unparished area, in der rund 58.000 Einwohner leben.